# Alberto Zeiss
Luis Alberto Zeiss Carvallo (Santiago, 4 de marzo de 1970) es un actor chileno de teatro y televisión. Luego de varios años como actor de teleseries está actualmente dedicado al teatro como director y actor. En televisión ha destacando sus recientes participaciones en las series Sitiados de TVN en coproducción con Fox y Lo que callamos las mujeres de CHV.

## Biografía
Se formó como actor en la Escuela de Fernando González, luego se perfeccionó en pedagogía teatral en la Universidad Arcis. Participó en varias teleseries durante la década de los 1990, para luego preferir las series. En teatro cuenta con una larga trayectoria que le ha permitido compartir escenario con maestros de la talla de Humberto Duvauchelle, Bélgica Castro y Alejandro Sieveking. Con estos dos últimos estrenó en 2013 “La Dama Boba” un clásico escrito por Lope de Vega.

## Filmografía

### Telenovelas
| Año  | Teleserie             | Personaje                                         | Rol        | Canal    |
| ---- | --------------------- | ------------------------------------------------- | ---------- | -------- |
| 1995 | Amor a domicilio      | Carlos "Carlanga" Rodríguez                       | Secundario | Canal 13 |
| 1995 | Estúpido Cupido       | Carlos Santander, alumno del colegio San Jerónimo | Secundario | TVN      |
| 1996 | Adrenalina            | Diego Sachs                                       | Secundario | Canal 13 |
| 1997 | Santiago City         | Luis Manuel                                       | Secundario | Mega     |
| 1998 | Borrón y cuenta nueva | Apolo Costa                                       | Secundario | TVN      |

### Series y unitarios
| Año       | Serie                                | Personaje                   | Canal       |
| --------- | ------------------------------------ | --------------------------- | ----------- |
| 1996      | Amor a domicilio, la comedia         | Carlos "Carlanga" Rodríguez | Canal 13    |
| 2000      | El día menos pensado                 | Doctor                      | TVN         |
| 2004      | Xfea2                                | Pablo Bravo                 | Mega        |
| 2005      | Urgencias                            | Doctor Felipe Ortiz         | Mega        |
| 2005      | EsCool                               | Washington Cáceres          | Mega        |
| 2005      | Tiempo final                         | Carlos                      | TVN         |
| 2007-2008 | Índigo                               | Aquiles Farfani             | Mega        |
| 2008      | BKN                                  | Papá de Trini               | Mega        |
| 2008      | Ana y los siete (telenovela chilena) | David                       | Chilevisión |
| 2010      | Otra vez papá                        | Fito                        | Mega        |
| 2012      | El diario secreto de una profesional | Víctor García               | TVN         |
| 2014      | Pulseras rojas                       | Padre de Nacho              | TVN         |
| 2015      | Sitiados                             | Rey                         | TVN-FOX     |
| 2016      | Lo que callamos las mujeres          | Claudio                     | Chilevisión |